# 大隅松山站
大隅松山站（日语：／ Ōsumi-matsuyama eki */?）是一個位於鹿兒島縣曾於郡松山町新橋（現時志布志市松山町新橋）的日本國有鐵道（國鐵）志布志線車站。在1987年（昭和62年）3月28日與志布志線一同停用。

## 停用前車站結構
- 為松山町的中心車站。
- 單面月台1面1線，加上1條測線。
- 無人站。
- 站舍是用木製造。

## 歷史
- 1924年3月25日：志布志線末吉～本站開通[1]，開始營運，為終點站。
- 1925年3月30日：路線伸延至志布志[2]，改為中途站。
- 1985年3月14日：車站成為無人站。
- 1987年3月28日：與志布志線一同停用。

## 鄰近車站
日本國有鐵道
志布志線
岩川站 - 大隅松山站 - 伊崎田站